# Manoir de la Gâchetière
Le manoir de la Gâchetière est un manoir situé à Angrie, en France.

## Localisation
Le manoir est situé dans le département français de Maine-et-Loire, sur la commune d'Angrie.

## Historique
L'édifice est inscrit au titre des monuments historiques en 1981.